# Presença (revista)

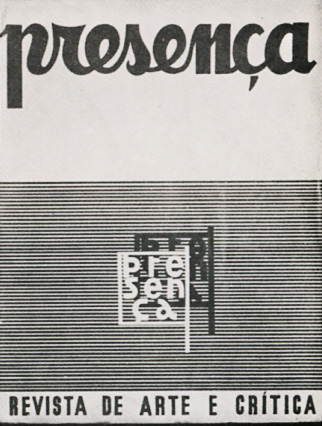
Presença

A publicação Presença - Folha de Arte e Crítica foi uma das mais influentes revistas literárias portuguesas do Século XX. Foi lançada em Coimbra, a 10 de março de 1927, sendo publicados 55 números até à sua extinção em 1940.

## História

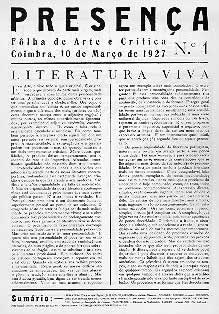
Primeiro número da revista
Presença - Folha de Arte e Crítca,
Coimbra, 10 de Março de 1927

Após algumas experiências de curta duração, como a Tríptico que foi um importante momento da história, João Gaspar Simões e Branquinho da Fonseca fundaram em 1927 aquela que seria a mais famosa das folhas coimbrãs, dirigida pelos dois e por José Régio. Branquinho da Fonseca abandonou a direção da revista na edição nº 27, em 1930, por considerar haver imposição de limites à liberdade criativa, um gesto geralmente entendido como uma reação ao ascendente de Régio. A partir do n.º 33 e até novembro de 1938 a revista passou a contar com a presença na direção tripartida de Adolfo Casais Monteiro. No ano seguinte a revista foi reformulada, iniciando-se uma nova série com um formato maior e com mais páginas. O secretário da revista é Alberto de Serpa mas publicam-se apenas dois números, novembro de 1939 e fevereiro de 1940. A Presença acabaria por extinguir-se por desavenças ideológicas entre Gaspar Simões e Casais Monteiro.
Colaboraram na Presença, para além dos homens do Primeiro Modernismo, Adolfo Correia Rocha, mais tarde conhecido pelo seu pseudónimo Miguel Torga, Aquilino Ribeiro, Edmundo de Bettencourt, Carlos Queiroz, Júlio / Saul Dias e toda uma geração de poetas, prosadores, pensadores e artistas plásticos, justamente chamada "a geração da presença", ou dos presencistas.
Embora só secundariamente se tenha ocupado da arte, a Presença publicou textos sobre essa área de Diogo de Macedo, José Régio, etc.; e a combatividade da revista serviu para apoiar o I Salão dos Independentes de 1930. Colaboraram artisticamente na Presença, entre outros: Almada Negreiros, Júlio, Diogo de Macedo, Dordio Gomes, Sarah Afonso, Arlindo Vicente, Bernardo Marques, Mário Eloy, João Carlos, Paulo Ferreira, Ventura Porfírio, Arpad Szenes, Maria Helena Vieira da Silva (em 1940), etc.

## Linha editorial
A Presença defendeu a criação de uma literatura mais viva, livre, oposta ao academismo e jornalismo rotineiro, primando pela crítica, pela predominância do individual sobre o coletivo, do psicológico sobre o social, da intuição sobre a razão. Elegendo como "mestres" os artistas da Revista Orpheu, muitos dos quais ainda colaboraram na Presença, a revista foi importante na difusão de uma segunda fase do Modernismo, usualmente designado por Segundo Modernismo, mais crítica e teorizadora do que criadora. Destaca-se o espírito crítico não só dos fundadores, como também de Albano Nogueira e Guilherme de Castilho, bem como de colaboradores doutrinários como José Bacelar, José Marinho, Delfim Santos, Saul Dias, Fausto José, Francisco Bugalho, Alberto de Serpa, Luís de Montalvor, Mário Saa, Raul Leal e António Botto.

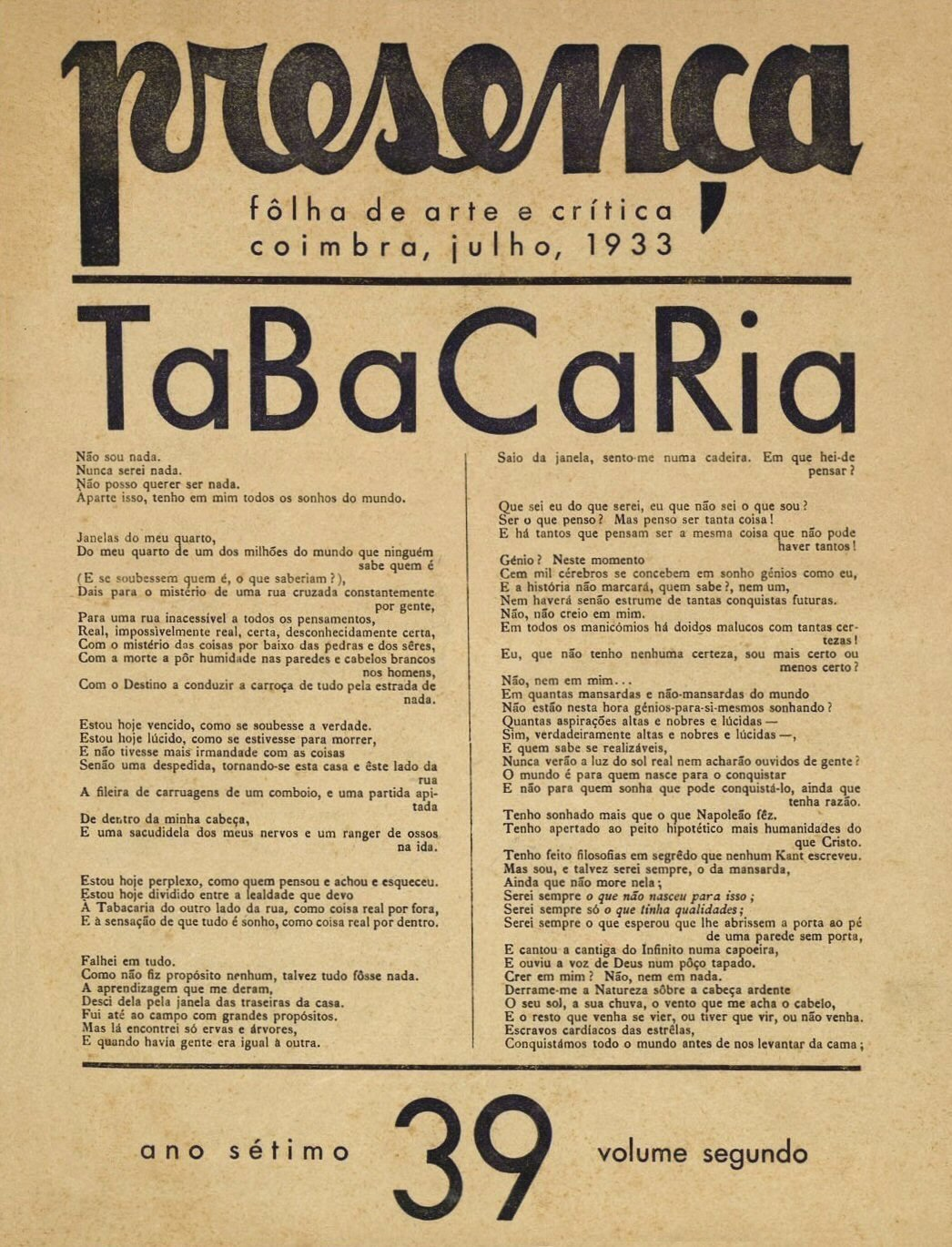
'Tabacaria' de Álvaro de Campos,
Presença 39, Julho 1933

A revista  divulgou nas suas páginas vários autores do chamado Primeiro Modernismo, tendo como figuras tutelares as personalidades de Fernando Pessoa, Mário de Sá-Carneiro, Almada Negreiros e Afonso Duarte, contando ainda com a colaboração de António de Sousa, Irene Lisboa (com alguns poemas já em prosa), Vitorino Nemésio, Pedro Homem de Mello, Tomás de Figueiredo e Olavo de Eça Leal. Todos eles se destacam sobretudo na poesia (marcada por um certo "lirismo provençal"), sendo António de Navarro quem mais diretamente prolonga a herança poética da "Orpheu" nesta revista.
A poesia de alguns "presencistas" esteve na base dos textos e das composições do Canto de Coimbra e do Fado cantado por Amália Rodrigues.
Na revista divulgaram-se também as principais obras de escritores europeus da primeira metade do Século XX, tais como Marcel Proust, André Gide, Paul Valéry, Guillaume Apollinaire e Luigi Pirandello.
As páginas da Presença serviram ainda para a promoção e intercâmbio literário com vários poetas e prosadores brasileiros, à margem das iniciativas oficiais.